# Bodianus oxycephalus
 Bodianus oxycephalus és una espècie de peix de la família dels làbrids i de l'ordre dels cipriniformes que es troba des del Japó fins a les Illes Filipines.